# Ligurija
Ligurija je regija na sjeverozapadu Italije, treća najmanja talijanska regija. Graniči s Francuskom na zapadu, Pijemontom na sjeveru i regijama Emilia-Romagna i Toskana na istoku. Regija leži na obali Ligurskog mora, dijela Tirenskog mora.
Godine 2001. imala je 1.571.783 stanovnika. Glavni grad je Genova.
Vidi i Seborga.
Veći gradovi:
- Genova
- La Spezia
- Imperia
- Savona
- San Remo
- Ventimiglia (fr. Vintimille) (zadnja postaja mnogih vlakova koji dolaze iz Francuske)
- Portofino
- Cinque Terre

## Vanjske poveznice
- Službene stranice vlade regije Ligurija  Arhivirana inačica izvorne stranice od 28. studenoga 2004. (Wayback Machine) (na talijanskom)
- Službene stranice pokrajine La Spezia (na talijanskom)
- ItalianVisits.com  Arhivirana inačica izvorne stranice od 14. lipnja 2006. (Wayback Machine) (na engleskom)
- Cinque Terre  Arhivirana inačica izvorne stranice od 20. rujna 2005. (Wayback Machine) (na talijanskom)
- Opće informacije o Liguriji  Arhivirana inačica izvorne stranice od 22. rujna 2005. (Wayback Machine) (na engleskom)